# 반복 부호
반복 부호(反復符號)는 같은 문자가 반복됨을 표시하는 부호이다. 한국어에서는 재점(再點), 자거듭표(疊字符), 거듭표(反復符) 등으로 부른다. 일본어에서는 첩자표(畳字標) 또는 오도리지(일본어: 踊り字), 오도리지의 줄임인 오도리(おどり), 구리카에시후고(繰り返し符号), 가사네지(重ね字), 오쿠리지(送り字), 유스리지(揺すり字), 주지(重字), 주텐(重点), 조지(畳字) 등으로 부른다.
반복 부호는 일본어에서 주로 사용되며 대만에서 드물게 々 기호를 사용하기도 한다. 한국에서도 비석에 사용된 예가 있다.

## 역사

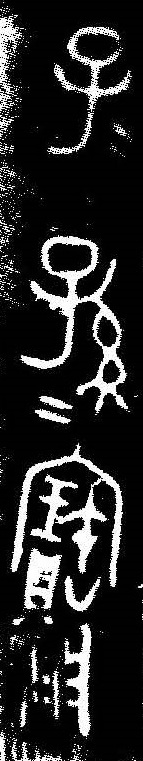
《송정_{頌鼎}》. 하단에 반복부호가 쓰였다.

일찍이 서주시대에서도 같은 자가 연속할 때 한 글자만을 쓰고 반복함을 나타내는 기호를 덧붙이곤 했으며, 이를 중문호(重文號)라고 불렀다. 서주의 금문에서는 작은 '二' 자를 사용했는데, 기원전 900년 경의 것으로 추정되는 송정(頌鼎, 우측 이미지)에서는 '子子孫孫寶用(자자손손 보배로 삼아 쓰라)'의 '子子孫孫(자자손손)'을 '子‗孫‗'이라고 표기했다. 이후에도 한자문화권에서는 반복 부호가 쓰이곤 하였으나, 현재 공식적으로 사용하고 있는 언어는 일본어뿐이다.

## 한국어

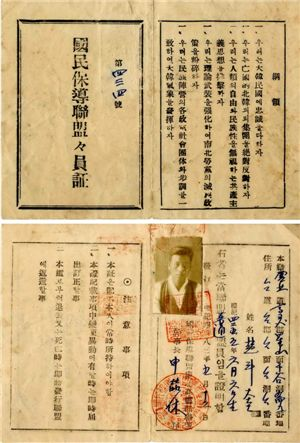
국민보도연맹증

중세와 근대 한국어 글에서는 점 두 개를 이은 모양인 〻가 주로 같은 글자를 반복할 때 쓰였고, 같은 단어를 반복할 때에도 쓰였다. 한국에서는 비석에 사용된 예가 있으며 일제강점기의 신문 등 인쇄물에서 々를 사용해 표기한 모습을 종종 찾아볼 수 있다.
- 아므리섭〻ᄒᆞᄋᆞᆸ셔도ᄂᆡ일브ᄃᆡ드러오ᄋᆞᆸ쇼셔 (아무리 섭섭하셔도 내일 부디 들어옵소서) ― 숙종의 한글 편지
- 國民保導聯盟々員証 (국민보도연맹맹원증) ― 국민보도연맹맹원증

## 일본어
々, ゝ, ヽ 등으로 표기하며 쓰임새는 글자마다 달라서 々는 한자에, ゝ는 히라가나에, ヽ는 가타카나에 쓴다. ゝ, ヽ에 탁점을 붙인 ゞ, ヾ도 있는데, 이들은 이전에 나온 글자에 탁점을 붙여서 반복한다.
- 時々: 時時(ときどき, tokidoki, 토키도키)
- 等々: 等等(とうとう, toutou, 토우토우)
- 直々: 直直(じきじき, jikijiki, 지키지키)
- 人々: 人人(ひとびと, hitobito, 히토비토)
- 様々: 様様(さまざま, samazama, 사마자마)
- 色々: 色色(いろいろ, iroiro, 이로이로)

## 중국어
중화민국에서 드물게 々 기호를 사용하기도 한다.

## 문자 코드
컴퓨터에서 이 기호에 사용하는 문자 코드는 다음과 같다.
| 표시 | 유니코드 이름                    | 유니코드 | 문자 참조 | 문자 참조(10진) | UTF-8 퍼센트 인코딩 | 설명                    |
| ---- | -------------------------------- | -------- | --------- | --------------- | ------------------- | ----------------------- |
| 々   | IDEOGRAPHIC ITERATION MARK       | U+3005   | &#x3005;  | &#12293;        | %E3%80%85           | 한자 반복 부호          |
| ゝ   | ITERATION MARK, HIRAGANA         | U+309D   | &#x309D;  | &#12445;        | %E3%82%9D           | 히라가나 반복 부호      |
| ゞ   | ITERATION MARK, HIRAGANA VOICED  | U+309E   | &#x309E;  | &#12446;        | %E3%82%9E           | 히라가나 탁점 반복 부호 |
| ヽ   | ITERATION MARK, KATAKANA         | U+30FD   | &#x30FD;  | &#12541;        | %E3%83%BD           | 가타카나 반복 부호      |
| ヾ   | ITERATION MARK, KATAKANA VOICED  | U+30FE   | &#x30FE;  | &#12542;        | %E3%83%BE           | 가타카나 탁점 반복 부호 |
| 〻   | ITERATION MARK, DERIVED FROM 二) | U+303B   | &#x303B;  | &#12347;        | %E3%83%BE           | 반복 부호               |

## 같이 보기
- 중복 부호